# Orchestina quasimodo
Espèce
Orchestina quasimodo est une espèce d'araignées aranéomorphes de la famille des Oonopidae.

## Distribution
Cette espèce est endémique de Californie aux États-Unis,. Elle se rencontre dans les comtés de Riverside, d'Orange et de San Luis Obispo.

## Description
Le mâle holotype mesure 1,24 mm.

## Étymologie
Son nom d'espèce lui a été donné en référence à Quasimodo.

## Publication originale
- Izquierdo & Ramírez, 2017 : Taxonomic revision of the jumping goblin spiders of the genus Orchestina Simon, 1882, in the Americas (Araneae: Oonopidae). Bulletin of the American Museum of Natural History, no 410, p. 1-362 (texte intégral).